# Деньги (фильм, 2022)
Деньги (англ. Money) — американский порнографический фильм 2022 года, срежессированный Сетом Гэмблом и спродюсированный Акселем Брауном. В фильме снялись Айви Вульф, Ванна Бардо и другие.

## В ролях
- Айви Вульф
- Ванна Бардо
- Вайолет Старр
- Анна Клэр Клаудс
- Кензи Энн
- Сет Гэмбл

## Список сцен
Всего в фильме 4 сцены:
1. Айви Вульф и Сет Гэмбл[3]
2. Ванна Бардо и Сет Гэмбл[4]
3. Анна Клэр Клаудс, Вайолет Старр и Сет Гэмбл[5]
4. Кензи Энн и Сет Гэмбл[6]

## Производство
Режиссёр Сет Гэмбл отметил, что при создании фильма пытался затронуть чувства и нервы зрителя, чтобы повлиять на восприятие фильма. Продюсер фильма Аксель Браун отметил, что фильм будет представлять визуальную антологию о пяти гламурных исполнительницах. 5 августа 2022 года была выпущена первая сцена фильма с участием Айви Вульф и Сетом Гэмблом.
Вторая сцена фильма была выпущена 12 августа 2022 года, участие в ней приняли Ванна Бардо и Сет Гэмбл, после выпуска сцены, Гэмбл отметил, что когда разрабатывал сцену, то в голове сразу всплыла актриса Ванно Бардо, которая без малейших колебаний согласилась сниматься в фильме.
Третья сцена фильма была выпущена 19 августа 2022 года, участие в ней приняли Анна Клэр Клаудс, Вайолет Старр и Сет Гэмбл. Вдохновение для сцены режиссёр получил после просмотра фильм 1978 года «Игра смерти». Режиссёр отметил что съемки были напряжёнными, однако благодаря команде прошли без проблем.
26 августа 2022 года была выпущена последняя, четвёртая сцена, с участием Кензи Энн и Сета Гэмбла.

## Отзывы
Сайт AVN назвал фильм прекрасным сочетанием эстетики старых фильмов и горячего нового секса.

## Награды и номинации
| Год  | Награда    | Категория                                              | Номинант                | Результат | Примечания |
| ---- | ---------- | ------------------------------------------------------ | ----------------------- | --------- | ---------- |
| 2023 | AVN Award  | Лучшее сольное/дразнящее выступление                   | Ванна Бардо             | Номинация | [ 11 ]     |
| 2023 | AVN Award  | Лучший фильм о гонзо/Cinemacore или ограниченная серия | Сам фильм               | Номинация | [ 11 ]     |
| 2023 | XBIZ Award | Лучшая сексуальная сцена                               | Сет Гэмбл и Ванна Бардо | Победа    | [ 12 ]     |